# Aur Sati
Aur Sati is een bestuurslaag in het regentschap Kampar van de provincie Riau, Indonesië. Aur Sati telt 2199 inwoners (volkstelling 2010).